# Mesa de Picachos
Mesa de Picachos är en ort i Mexiko.   Den ligger i kommunen Tepic och delstaten Nayarit, i den centrala delen av landet, 600 km väster om huvudstaden Mexico City. Mesa de Picachos ligger 95 meter över havet och antalet invånare är 221.
Terrängen runt Mesa de Picachos är huvudsakligen kuperad, men österut är den bergig. Mesa de Picachos ligger nere i en dal. Runt Mesa de Picachos är det ganska tätbefolkat, med 166 invånare per kvadratkilometer. Närmaste större samhälle är Jesús María Corte, 6,2 km sydväst om Mesa de Picachos. I omgivningarna runt Mesa de Picachos växer i huvudsak lövfällande lövskog.